# Bulbul coronavirus HKU11
Коронавірус соловейка HKU11 (Коронавірус бюльбюля HKU11, Bulbul-CoV HKU11) — дельтакоронавірус пташиного походження, позитивно спрямований одноланцюговий РНК-вірус.

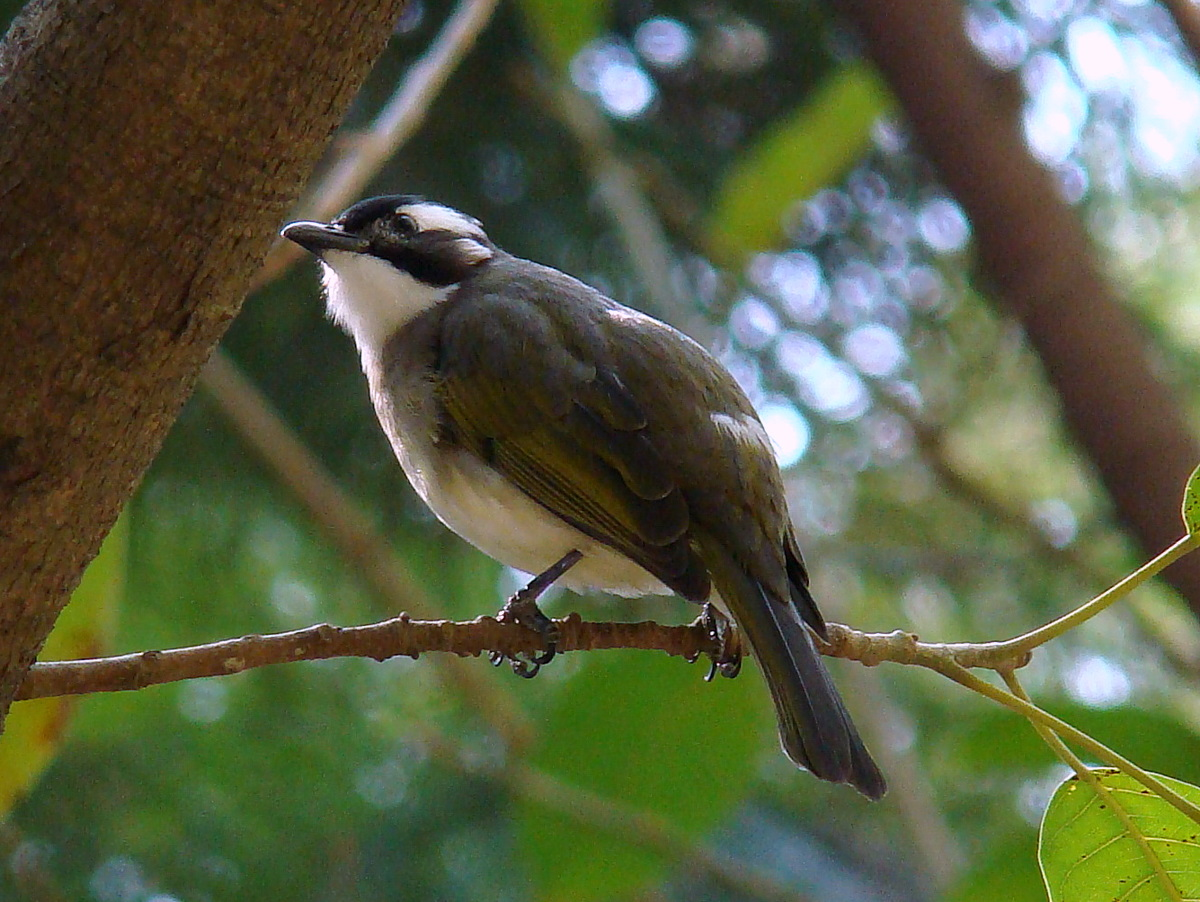
Китайський бюльбюль

Коронавірус HKU11 був виявлений у китайського бюльбюля (Pycnonotus sinensis), птаха родини бюльбюлевих, при дослідженні померлих диких птахів. Вірус спричиняє у Pycnonotus sinensis гостру респіраторну вірусну інфекцію.